# アンダンテと変奏曲 (シューマン)
アンダンテと変奏曲（アンダンテとへんそうきょく、独：Andante und Variationen ）変ロ長調作品46は、ロベルト・シューマンが1843年に作曲した楽曲。室内楽の版と、2台ピアノの版とがある。作品番号は、厳密に言うと2台ピアノ版の方にのみ付けられている。

## 概要
当初、2台ピアノとチェロ2、ホルン1という編成の室内楽曲として作曲された。一旦非公式の場で試奏され、その評価を踏まえて、2台ピアノ用の曲に改訂された。改訂時、当初の室内楽版の序奏部分・間奏部分、および第10変奏を割愛した（それ以外は曲の進行は同じである）。
原曲の室内楽版では、チェロ・ホルンが含まれているにもかかわらず、ほとんどの部分はピアノ主導で曲が進行する。これは、改訂時に2台ピアノ編成に変更された背景の一つにもなっていると思われる。
作品番号が付けられたのも改訂版（2台ピアノ版）に対してである。ただし楽譜自体は、2台ピアノ版・室内楽版ともに古くから出版されている。2台ピアノ版は、この編成のためにシューマンが残した唯一の楽曲でもある。
2台ピアノ版は1843年に初演された。室内楽版は1843年に試奏された（その顛末は前記の通り）が、公式な初演については不明。

## 楽曲構成
ほとんどの箇所で、2台のピアノが同じ旋律を模倣し繰り返しながら進行する。
室内楽版においても、ホルンとチェロは音響を添える役目に徹している場面が多い。しかしながら一部の変奏では、ホルンが（単純な音型の繰り返しに過ぎないとはいえ）主導的な役割を果たしている。改訂時に割愛された間奏部分では、チェロが主導的になっている。
以下の順序で切れ目無く演奏される。序奏、間奏部、第10変奏は室内楽版にのみ存在する。
- 序奏（ソステヌート）　室内楽版のみに存在する短い部分。ピアノ、チェロ、ホルンの順に音が重なっていき、最後はホルンのロングトーンが強調される。
- 主題（アンダンテ・エスポレッシーヴォ）　2台のピアノで順序に演奏される。
- 第1変奏　主題の一部が細かい動きに短縮された変奏。
- 第2変奏（ウン・ポコ・ピウ・アニマート）　細かい分散和音的な旋律に変奏される。
- 第3変奏　新しいロマンチックな旋律が現れる。
- 第4変奏（ピウ・アニマート）　推進力のある旋律に変奏される。
- 第5変奏（ピウ・レント）　テンポが落ち、荘重なファンファーレ音型がひたすら続いていく。室内楽版では、ホルンがファンファーレを奏する。
- 間奏部（ウン・ポコ・ピウ・レント）　室内楽版にのみ存在する。シューマンの「女の愛と生涯」と同じ旋律が、チェロとホルンのコラールによって繰り返される。全曲の中で数少ない、ピアノが脇役となった部分である。
- 第6変奏（ピウ・レント） 最初のテンポで主題が演奏される。
- 第7変奏（アニマート）　キラキラしたピアニスティックな変奏。
- 第8変奏 リズミックな音型が繰り返される。室内楽版では、ホルンと他の楽器の対比によって曲が進行する。
- 第9変奏 シンコペーション風の、リズミックな舞曲風の変奏。最終部分、いったん曲が静まる。
- 第10変奏（ドッピオ・モヴィメント） 室内楽版にのみ存在。激しいリズムによる変奏。最終部分で次第に曲想が収まり、終曲に繋がる。
- 終曲（テンポ・プリモ） 主題が回想され、静かに曲が閉じられる。なお終結部は作曲者自身により、2種類が残されている。

## レコーディング・実演
室内楽版は、編成が特殊ではあるが、シューマンの音楽を特集した演奏会などでしばしば演奏される。
CDとしては、マルタ・アルゲリッチを含む演奏家がシューマンの室内楽曲を連続的に演奏した（この曲も含む）演奏会のライブCDが、EMIから発売されているものが有名である（ホルンはマリー・ルイズ・ノイネッカー）。